# هوتن (گنبد کاووس)
هوتن (گنبد کاووس)، روستایی از توابع بخش داشلی‌برون شهرستان گنبد کاووس در استان گلستان ایران است.

## جمعیت
این روستا در شهرکرند قرار دارد و براساس سرشماری مرکز آمار ایران در سال ۱۳۸۵، جمعیت آن ۱٬۸۹۲ نفر (۳۲۴خانوار) بوده‌است.